# Bai Ling
Bai Ling (Chengdu, 10 ottobre 1966) è un'attrice cinese.

## Biografia
Bai Ling è nata a Chengdu, nella Repubblica popolare cinese. Dopo la scuola media è stata mandata a lavorare a Shuangliu, nella periferia di Chengdu. Non molto tempo dopo è riuscita a superare l'esame per entrare nell'esercito di liberazione popolare, diventando così un'artista soldato a Linzhi, Tibet. La sua principale funzione era l'intrattenimento all'interno del teatro. Per un po' di tempo è stata anche infermiera nell'esercito.
Tre anni dopo è stata congedata, ed è stato così possibile per lei entrare nel teatro d'arte popolare di Chengdu, diventando un'attrice professionista. La sua performance nel film Yuequin and the Tiger ha attirato l'attenzione del regista Teng Wengji, il quale le ha assegnato il suo primo vero ruolo in un film, On the Beach (1985), nei panni di una ragazza di provincia che diventa operaia in una fabbrica. Negli anni successivi è apparsa in molti altri film, come Suspended Sentence (缓期执行), Yueyue (月月), Tears in Suzhou (泪洒姑苏).
Nel 1989 ha partecipato al festival del cinema di Mosca, grazie al suo ruolo nel film Arc Light (弧光) diretto dal regista Zhang Junzhao (张军钊)
Nel 1991 si è trasferita temporaneamente a New York per frequentare il corso di cinema alla New York University, come studentessa in visita, ma ben presto ha ottenuto un visto speciale che le ha consentito di rimanere negli Stati Uniti fino al 1999, anno in cui ha ottenuto la cittadinanza statunitense. Nel 1994 ha recitato nel cult movie Il corvo - The Crow nei panni della sorellastra/amante dell'antagonista Top Dollar. Altre pellicole come Hu Guang e L'angolo rosso (1997) le hanno dato non poca notorietà negli Stati Uniti ed in Asia.
Nel 1998 è apparsa nel video di Chris Isaak, Please. Ha poi preso parte al film Anna and the King, con Jodie Foster. Per questo ruolo verrà conosciuta in Thailandia con il nome del suo personaggio, Tubtim. Nel 2005 è stata scritturata per il film Star Wars: Episodio III - La vendetta dei Sith, dove ha interpretato la parte della Senatrice Bana Breemu, ma la scena è stata tagliata dopo la comparsa di alcune sue foto sul numero di giugno di Playboy. La scena è comunque presente nei contenuti speciali del DVD. Nel 2007 l'attrice è apparsa nell'episodio Straniero in terra straniera della serie televisiva Lost, dove veste i panni di Achara, una tatuatrice thailandese che seduce Jack Shephard.

## Filmografia parziale

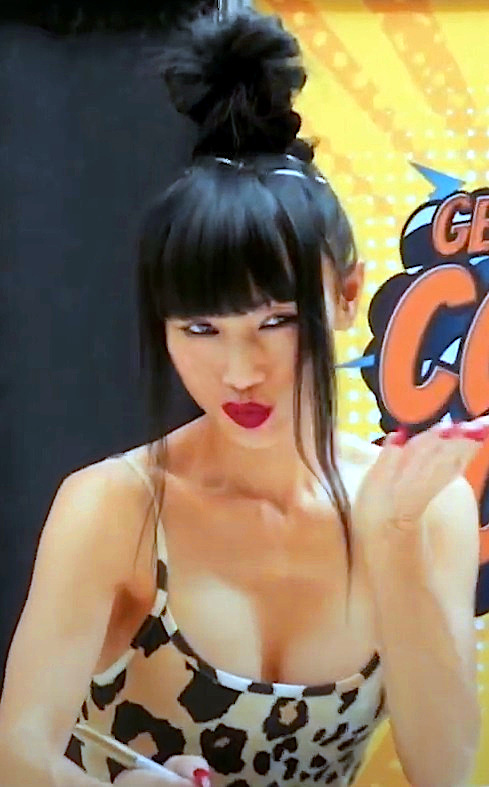
Bai Ling, German Comic Con 2019

- Hai tan, regia di Wenji Teng (1984)
- Lei sa Gu Su, regia di Fangqian Chen (1985)
- Yue Yue, regia di Gaowa Qiqin (1986)
- Shan cun feng yue, regia di Wen Zhao (1987)
- Da xue sheng yi shi (1987)
- Wu qiang qiang shou, regia di Mei Hu (1988)
- Hu guang, regia di Junzhao Zhang (1989)
- Pen Pals, regia di Mary Katzke (1992)
- Il corvo - The Crow (The Crow), regia di Alex Proyas (1994)
- Dead Funny, regia di John Feldman (1995)
- Gli intrighi del potere - Nixon (Nixon), regia di Oliver Stone (1995)
- L'angolo rosso - Colpevole fino a prova contraria (Red Corner), regia di Jon Avnet (1997)
- Somewhere in the City, regia di Ramin Niami (1998)
- Un prezzo per la libertà (Row Your Boat), regia di Sollace Mitchell (1999)
- Wild Wild West, regia di Barry Sonnenfeld (1999)
- Anna and the King, regia di Andy Tennant (1999)
- La stirpe (The Breed), regia di Michael Oblowitz (2001)
- Face, regia di Bertha Bay-Sa Pan (2002)
- Storm Watch, regia di Terry Cunningham (2002)
- The Extreme Team, regia di Leslie Libman (2003)
- Paris, regia di Ramin Niami (2003)
- Taxxi 3, regia di Gérard Krawczyk (2003)
- Il padre di mio figlio (My Baby's Daddy), regia di Cheryl Dunye (2004)
- Un bellissimo paese (The Beautiful Country), regia di Hans Petter Moland (2004)
- Lei mi odia (She Hate Me), regia di Spike Lee (2004)
- Gau ji, regia di Fruit Chan (2004)
- Three... Extremes (Sam gang 2), regia di Fruit Chan, Park Chan-Wook e Takashi Miike (2004)
- Sky Captain and the World of Tomorrow, regia di Kerry Conran (2004)
- Star Wars: Episodio III - La vendetta dei Sith (Star Wars Episode III: Revenge of the Sith), regia di George Lucas (2005)
- Lords of Dogtown, regia di Catherine Hardwicke (2005)
- Edmond, regia di Stuart Gordon (2005)
- Blade Gen, regia Pearry Reginald Teo (2006)
- Il diario di Jack (Man About Town), regia di Mike Binder (2006)
- Southland Tales - Così finisce il mondo (Southland Tales), regia di Richard Kelly (2007)
- Living and Dying (Living & Dying), regia di Jon Keeyes (2007)
- Shanghai Baby, regia di Richard Kelly (2007)
- Blade Gen - The Gene Generation (The Gene Generation), regia di Pearry Reginald Teo (2007)
- The Hustle, regia di Deon Taylor (2008)
- Toxic, regia di Alan Pao (2008)
- A Beautiful Life, regia di Alejandro Chomski (2008)
- Dim Sum Funeral, regia di Anna Chi (2008)
- Crank: High Voltage, regia di Mark Neveldine e Brian Taylor (2009)
- Chain Letter, regia di Deon Taylor (2010)
- Pai mai chun tian, regia di Zong-de Wu (2010)
- Love Ranch, regia di Taylor Hackford (2010)
- Circle of Pain, regia di Daniel Zirilli (2010)
- The Confidant, regia di Alton Glass (2010)
- Magic Man, regia di Stuart Cooper (2010)
- Loched Down, regia di Daniel Zirilli (2010)
- The Bad Penny, regia di Todd Bellanca (2010)
- The Lazarus Papers, regia di Jeremiah Hundley (2010)
- The Gauntlet, regia di Matt Eskandari (2013)
- Samurai Cop 2: Deadly Vengeance, regia di Gregory Hatanaka (2015)
- Better Criminal, regia di Ben Burke (2016)
- Conjuring: The Book of the Dead, regia di Richard Driscoll (2020)
- Johnny & Clyde, regia di Alana Hart (2023)

### Televisione
- Dead Weekend, regia di Amos Poe - film TV (1995)
- Il tocco di un angelo (Touched by an Angel) – serie TV, 2 episodi (1998)
- Angel – serie TV, episodio 1x13 (2000)
- L'incantesimo del manoscritto (The Lost Empire), regia di Peter MacDonald – miniserie TV, 2 episodi (2001)
- Punto d'origine (Point of Origin), regia di Newton Thomas Sigel – film TV (2002)
- Entourage – serie TV, episodio 2x06 (2005)
- Lost – serie TV, episodio 3x09 (2007)
- Hawaii Five-0 – serie TV, episodio 3x04 (2012)
- Sharknado 5: Global Swarming, regia di Anthony C. Ferrante – film TV (2017)
- Barbee Rehab – serie TV, 8 episodi (2021)